# Співоче поле (Хмельницький)
Співоче поле — це спеціальна споруда, яку будували у місті Хмельницькому для проведення великих фестивалів та інших масових заходів. Відкриття Співочого поля відбулося в червні 1988 року під час проведення у місті Республіканського фестивалю народної творчості.

## Історія
Проєкт Співочого поля був задуманий як колізей, в якому будуть відкриті трибуни для розміщення великої кількості глядачів. На час початку будівництва подібна споруда була вже в сусідньому Тернополі. Співочі фестивалі в той період відбувалися в Таллінні, Полтаві, Тернополі. Тодішній міський голова Хмельницького Іван Бухал відвідував ці міста, щоб подивитися на проведення цих фестивалів. Будівництво велось швидкими темпами і завершилося через чотири місяці. Через особливості болотистої місцевості Хмельницького для здійснення водовідведення та щоб зробити доріжки, для завершення об'єкта вирішили попросити збільшити фінансування будівництва. Перед самим відкриттям фестивалю будівництво було майже завершене, але дах ще не був добудований.
Під час відкриття Третього республіканського фестивалю народної творчості, який відбувався на території Співочого поля, гелікоптер літав над спорудою і розкидав листівки з символікою свята. Потім на цьому місці планували зробити льодову арену, для якої вже закупили холодильні установки. Проект створювали за участю іноземних фахівців.
У 1990-х роках Співоче поле почало занепадати. З часом будівля почала руйнуватися і згодом на її місці були збудовані великі торгові центри.